# Danais nigra
Danais nigra är en måreväxtart som beskrevs av Anne-Marie Homolle. Danais nigra ingår i släktet Danais och familjen måreväxter. Inga underarter finns listade i Catalogue of Life.